# سیارک ۴۰۴۸
سیارک ۴۰۴۸ (به انگلیسی: 4048 Samwestfall، نامگذاری:1964UC) چهار هزار و چهل و هشتمین سیارک کشف شده‌است که در ۳۰ اکتبر ۱۹۶۴ کشف شد.
قدر مطلق سیارک برابر ۱۴٫۴۰ است.